# 段富津
段富津（1930年12月—2019年5月3日），男，汉族，黑龙江肇东人（一作吉林怀德人），中国中药学家，黑龙江中医药大学教授，第二届国医大师。